# Tabanus fuscomaculatus
Tabanus fuscomaculatus är en tvåvingeart som beskrevs av Ricardo 1911. Tabanus fuscomaculatus ingår i släktet Tabanus och familjen bromsar. Inga underarter finns listade i Catalogue of Life.